# Czang

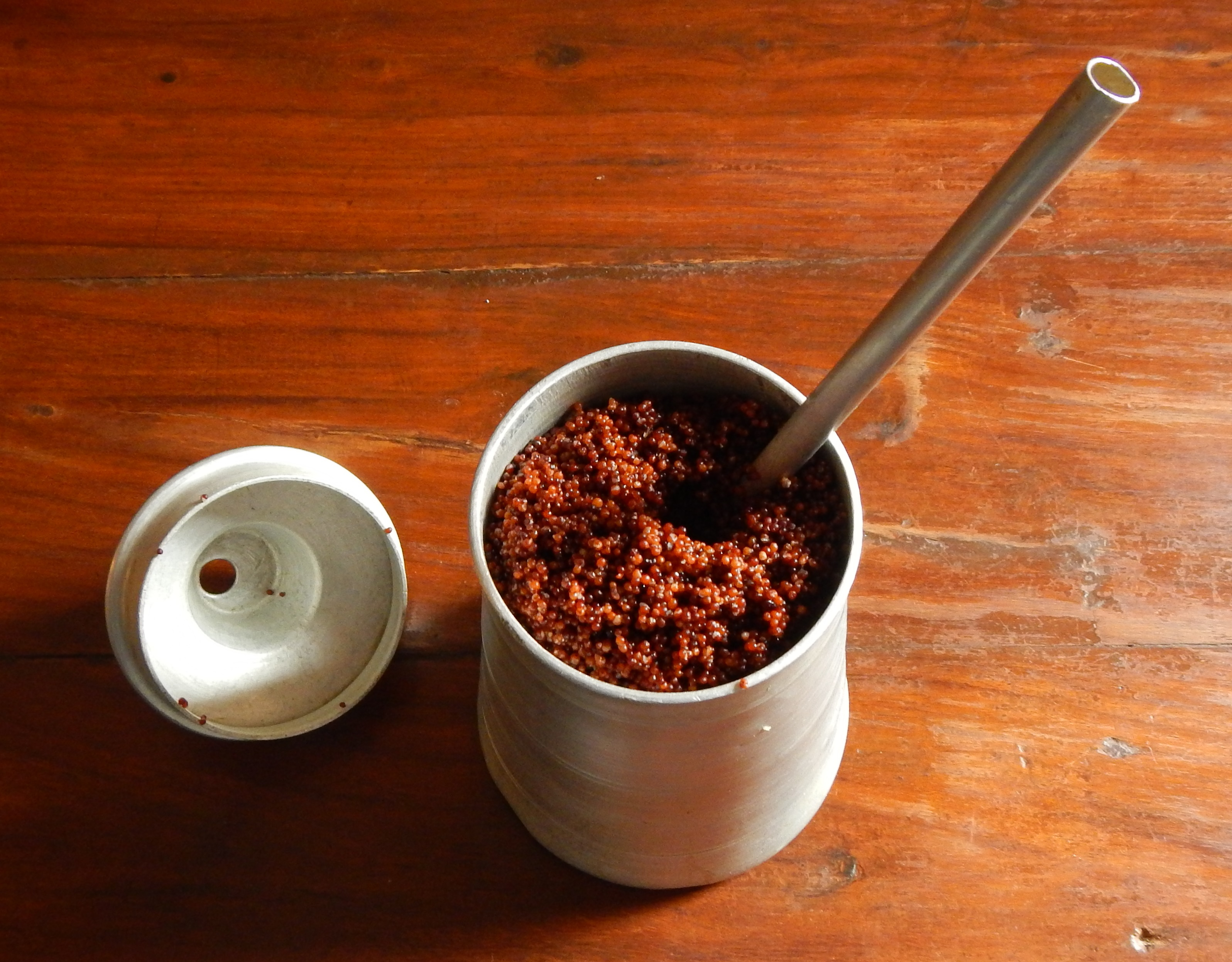
Czang z prosa w dolinie Katmandu

Czang (tyb. ཆང་ transliteracja Wyliego: chang; nepali i newari: छाङ ćhang) - rodzaj tradycyjnego piwa tybetańskiego, warzonego z jęczmienia, prosa lub ryżu. Napój popularny również we wschodnich Himalajach (Sikkimie, Bhutanie, i Nepalu).

## Przygotowanie
Na wpół sfermentowane ziarno zostaje upchane w beczce zwanej dhungro i zalane wrzącą wodą. Po ostudzeniu dodaje się drożdże lub wysuszoną pianę fermentacyjną, czasami z dodatkiem imbiru lub tojadu. Po zakończeniu procesu fermentacji dodaje się wody i napój jest gotowy do spożycia. Otrzymany w ten sposób niskoprocentowy i mętny, białawy napój. Ponieważ nie zawiera dodatku chmielu, jest dość nietrwały. Osad słodu bywa używany jako zaczyn do produkcji chleba.